# Prințesa și vânătorii de recompense
„Prințesa și vânătorii de recompense” este al patruzeci și patrulea episod al serialului de desene animate Samurai Jack.

## Subiect
Un client păros se așază pe scaun într-o frizerie pentru a fi tuns. Frizerul vorbăreț își laudă meșteșugul când deodată tresare și îi scapă mașina de tuns în claia clientului. Prin dreptul ferestrei trecea Jujunga, un vânător de recompense aborigen. Frizerul continuă tunsul, dar iar tresare: pe la fereastră trec I și Am, gemenele legendare cu înfățișare de pisică, despre care se spune că împărtășesc aceeași minte. Frizerul tresare apoi la trecerea Gentilomului, un vânător de recompense stilat, victorios în nenumărate dueluri. Apoi trece cineva îmbrăcat complet în armură, pe care frizerul nu îl cunoaște. Clientul se ridică de pe scaun, cu părul ciumpăvit de neglijența frizerului, și se dovedește a fi Boris, cel mai mare și mai rău vânător de recompense, după propria caracterizare. Frizerul, îngrozit, leșină.
Boris pornește agale prin zăpadă pe urmele celorlalți vânători și ajunge la o cabană, pe costișa de lângă satul cu frizeria. Aici Jujunga, Gentilomul și gemenele stau încordați, observându-se unul pe altul cu suspiciune: toți vor capul lui Jack. Gentilomul propune discutarea problemei în cabană, la căldură.
Jujunga își revendică dreptul de a-și încerca primul norocul, căci fusese primul ajuns acolo, și își prezintă planul. Se va așeza la marginea drumului, cântând din instrumentul lui de suflat. Jack se va opri să asculte, vrăjit, și va lăsa garda jos. Atunci Jujunga va sufla prin instrument o săgeată otrăvită, care-l va înțepa pe Jack în gât, fatal. De pe o bârnă a cabanei, personajul misterios îmbrăcat în armură, care asistase neobservat, îi combate planul aborigenului: Jack îl va auzi când va trage aer în piept să sufle și se va feri de săgeată.
Gentilomul îi dă dreptate necunoscutului și își prezintă propriul plan. Îl va înfrunta pe Jack într-un duel al onoarei. Dar trucul său nu va fi deloc onorabil, căci Gentilomul își va arunca spre Jack capa, după care va arunca și cuțitele, pe care, fiind mascate de capă, Jack nu le va observa și va fi doborât. Necunoscutul în armură îl avertizează că Jack e prea disciplinat să cadă într-o asemenea capcană.
Gemenele, care vorbesc alternativ, completând fiecare fraza celeilalte, își prezintă și ele planul. I îl va ataca pe Jack din spate, aruncându-i un lanț în jurul piciorului și trântindu-l, iar Am va ataca de sus, aruncând asupra lui Jack o mulțime de bombe. Necunoscutul consideră că gemenele sunt pe drumul cel bun, dar nu-l pot totuși învinge pe Jack, care, atât timp cât își păstrează sabia, se poate elibera tăind lanțul.
Este rândul lui Boris. El îl va înfrunta deschis pe Jack. Sabia lui Jack se va rupe în pieptarul lui de metal, după care Boris îl va distruge pe Jack tocându-l cu buzduganele. Necunoscutul își bate joc de planul lui Boris, Boris se enervează și se repede asupra lui, dar necunoscutul îi neutralizează atacul, ridiculizându-l. Apoi își scoate coiful și se prezintă: vestita Prințesă andaluviană Mira. Jujunga și Gentilomul își aduc aminte de succesele ei.
Mira își expune planul: unirea forțelor și atacarea lui Jack simultan. Apoi Mira va revendica recompensa, anume eliberarea poporului ei. În schimbul ajutorului, le va plăti celorlalți vânători de zece ori recompensa, căci țara ei este bogată. Ceilalți acceptă. I îi va fura lui Jack sabia, trăgând-o cu lanțul. Jujunga îi va sufla săgeata în gât, Gentilomul îi va arunca imparabil cuțitele, iar Mira și Boris îl vor lovi cu sabia, respectiv buzduganele. Am va arunca de sus ploaia de bombe.
Planul Mirei e acceptat și toți încep să-și sape ascunzătorile în zăpadă, mai puțin Am care se va ascunde prin copaci. Boris încearcă să comploteze cu Gentilomul, dar acesta îl refuză. După ce termină de săpat, toți așteaptă să fie alertați de Am care pândea din copaci sosirea lui Jack. Jujunga cântă la instrumentul lui, Gentilomul țintește cu cuțitul câte o frunză rătăcită, iar Mira sparge cu sabia stropii de apă care picură din țurțuri.
La un moment dat, Am dă semnalul, comunicându-i telepatic lui I apropierea lui Jack. Toți se reped în ascunzișurile lor, I șterge urmele și începe așteptarea. După un timp, apare și Jack. Lupta se desfășoară fulgerător, în intervalul necesar unei picături să cadă jos de la un țurțure al streșinii. I apucă sabia lui Jack cu lanțul, dar Jack o trage spre el, o taie, îl taie pe Jujunga dintr-o lovitură, se ferește de cuțitele Gentilomului și îl taie și pe el, parează atacul Mirei spărgându-i sabia și coiful, prinde cu mânecile bombele aruncate de Am și le aruncă în Boris, care explodează, și o taie și pe Am care cădea asupră-i. Mira, singura supravițuitoare, scoate un pumnal, dar își dă seama scrâșnind din dinți că nu are nicio șansă și renunță. Jack nici măcar nu întoarce capul spre ea și pleacă mai departe.